# Róbert Fritsch
Róbert Attila Fritsch (29 de diciembre de 1994) es un deportista húngaro que compite en lucha grecorromana.
Ganó una medalla de plata en el Campeonato Mundial de Lucha de 2023 y dos medallas en el Campeonato Europeo de Lucha, oro en 2022 y bronce en 2021.

## Palmarés internacional
| Campeonato Mundial | Campeonato Mundial | Campeonato Mundial | Campeonato Mundial |
| Año                | Lugar              | Medalla            | Categoría          |
| ------------------ | ------------------ | ------------------ | ------------------ |
| 2023               | Belgrado (Serbia)  | Medalla de plata   | 72 kg              |
| Campeonato Europeo |                    |                    |                    |
| Año                | Lugar              | Medalla            | Categoría          |
| 2021               | Varsovia (Polonia) | Medalla de bronce  | 72 kg              |
| 2022               | Budapest (Hungría) | Medalla de oro     | 72 kg              |